# 甄美里
甄美里（韓語：견미리，1965年1月27日—），韓國女演員。

## 經歷
畢業於世宗大學舞蹈學系，憑參與韓國小姐獲最上鏡小姐獎而進軍演藝圈。以往甄美里都是在連續劇裡飾演配角。至2003年一反過去正派形象，在《大長今》裡飾演反派「崔尚宮」一角，令亞洲各地觀眾熟知。

## 家庭
甄美里於1987年與演員林榮奎結婚，1993年離婚，兩人育有二女。1998年，與商人李洪憲再婚。
長女李侑菲於2011年在演藝圈出道，次女李多寅於2013年與Keyeast簽約，亦以演員出道。

## 演出作品

### 電視劇
- 1988年：MBC《朝鮮王朝五百年－仁顯王后》飾演 淑嬪崔氏
- 1995年：SBS《張禧嬪》飾演 明聖王后金氏
- 1998年：MBC《六個孩子》飾演 美美媽
- 2000年：MBC《愛上女主播》飾演 翔澤繼母
- 2002年：SBS《大望》飾演 劉夫人
- 2003年：MBC《大長今》飾演 崔尚宮（崔成今）
- 2005年：SBS《愛情共感》飾演 尹志淑
- 2005年：KBS《悲傷啊，再見！》飾演 韓成美
- 2005年：MBC《姊妹海》飾 李琴福
- 2006年：KBS《變江與你相遇》
- 2006年：MBC《朱蒙》飾演 元后
- 2007年：SBS《黃金新娘》飾演 楊玉晶
- 2007年：MBC《李祘》飾演 惠慶宮洪氏
- 2010年：SBS《三姐妹》飾演 張智愛
- 2011年：KBS《福熙姐》飾演 尹政愛
- 2011年：MBC《幸福，像今天一樣》飾演 李在卿
- 2012年：SBS《屋塔房王世子》飾演 芙蓉與花蓉的母親
- 2012年：JTBC《無子無懮》飾演 申世綸
- 2013年：MBC《龜巖許浚》飾演 咸安嫂
- 2013年：SBS《Wonderful Mama》飾演 金英爾
- 2013年：MBC《閃耀的羅曼史》飾演 李太利
- 2014年：KBS《家人之間為何這樣》飾演 許楊琴
- 2014年：SBS Plus《DODOHARA》飾演 甄美里（特別演出）
- 2014年：MBC《Drama Festival－怨女日記》飾演 繼母趙氏（特別演出）
- 2016年：SBS《美女孔心》飾演 廉泰熙
- 2017年：SBS《再次重逢的世界》飾演 孫明玉
- 2017年：tvN《卞赫的愛情》飾演 鄭如珍
- 2018年：SBS《江南醜聞》飾演 張美利
- 2020年：SBS《便利店新星》飾演 金惠子
- 2023年：tvN《潘多拉：被操縱的樂園》飾演 閔英輝

### 電影
- 1988年：《危險的香味》
- 2009年：《烏龜快跑》

### MV
- 2007年：Eru《因為是二個人》

## 宣傳大使
- 2004年全州國際發酵食品博覽會大使
- 2005 Maum Bank Evangelly 大使
- 2007 韓國戲劇節大使
- 2007 韓國海關知識產權保護名譽大使
- 2008 Purun Cheongwon Life Festival宣傳大使
- 2011 關西觀光安全公關推進事業執行委員會公關大使
- 2017 嘉泉大學吉爾醫院 2017 防止虐待兒童運動大使
- 2017江原大學PR大使

## 外部連結
- 甄美里的Instagram帳戶